# Apororhynchus aculeatum
Apororhynchus aculeatum är en hakmaskart som beskrevs av Meyer 1931. Apororhynchus aculeatum ingår i släktet Apororhynchus och familjen Apororhynchidae. Inga underarter finns listade i Catalogue of Life.